# Box-office France 1997
Cet article traite du box-office cinéma de 1997 en France.

## Les films à plus d'un million d'entrées
| Rang | Titre                                                           | Pays | Réalisateur                     | Entrées   |
| ---- | --------------------------------------------------------------- | ---- | ------------------------------- | --------- |
| 1.   | Le Cinquième Élément                                            |      | Luc Besson                      | 7 727 697 |
| 2.   | Men in Black                                                    |      | Barry Sonnenfeld                | 5 799 742 |
| 3.   | La Vérité si je mens !                                          |      | Thomas Gilou                    | 4 921 478 |
| 4.   | Le Monde perdu : Jurassic Park                                  |      | Steven Spielberg                | 4 862 258 |
| 5.   | Hercule                                                         |      | John Musker / Ron Clements      | 4 406 679 |
| 6.   | Le Pari                                                         |      | Didier Bourdon / Bernard Campan | 4 098 592 |
| 7.   | Les 101 Dalmatiens                                              |      | Stephen Herek                   | 4 050 145 |
| 8.   | Demain ne meurt jamais                                          |      | Roger Spottiswoode              | 3 571 826 |
| 9.   | The Full Monty                                                  |      | Peter Cattaneo                  | 3 546 419 |
| 10.  | Bean                                                            |      | Mel Smith                       | 3 169 258 |
| 11.  | Didier                                                          |      | Alain Chabat                    | 2 902 960 |
| 12.  | Alien, la résurrection                                          |      | Jean-Pierre Jeunet              | 2 845 095 |
| 13.  | Sept Ans au Tibet                                               |      | Jean-Jacques Annaud             | 2 793 855 |
| 14.  | Marius et Jeannette                                             |      | Robert Guédiguian               | 2 655 205 |
| 15.  | On connaît la chanson                                           |      | Alain Resnais                   | 2 649 299 |
| 16.  | Le Bossu                                                        |      | Philippe de Broca               | 2 328 601 |
| 17.  | Scream                                                          |      | Wes Craven                      | 2 207 347 |
| 18.  | Le Mariage de mon meilleur ami                                  |      | P. J. Hogan                     | 2 201 013 |
| 19.  | La Rançon                                                       |      | Ron Howard                      | 2 193 932 |
| 20.  | Mars Attacks!                                                   |      | Tim Burton                      | 2 189 105 |
| 21.  | Le Patient anglais                                              |      | Anthony Minghella               | 2 156 094 |
| 22.  | Space Jam                                                       |      | Joe Pytka                       | 2 010 876 |
| 23.  | Star Wars, épisode IV : Un nouvel espoir édition spéciale       |      | George Lucas                    | 1 795 614 |
| 24.  | Lucie Aubrac                                                    |      | Claude Berri                    | 1 708 050 |
| 25.  | Volte-face                                                      |      | John Woo                        | 1 650 150 |
| 26.  | Tout le monde dit I love you                                    |      | Woody Allen                     | 1 555 752 |
| 27.  | Menteur, menteur                                                |      | Tom Shadyac                     | 1 551 253 |
| 28.  | Les Randonneurs                                                 |      | Philippe Harel                  | 1 422 318 |
| 29.  | Le Pic de Dante                                                 |      | Roger Donaldson                 | 1 394 781 |
| 30.  | Batman et Robin                                                 |      | Joel Schumacher                 | 1 370 818 |
| 31.  | Ennemis rapprochés                                              |      | Alan J. Pakula                  | 1 288 360 |
| 32.  | Roméo + Juliette                                                |      | Baz Luhrmann                    | 1 260 188 |
| 33.  | The Game                                                        |      | David Fincher                   | 1 204 544 |
| 34.  | Complots                                                        |      | Richard Donner                  | 1 202 722 |
| 35.  | Star Wars, épisode V : L'Empire contre-attaque édition spéciale |      | Irvin Kershner                  | 1 170 275 |
| 36.  | Speed 2 : Cap sur le danger                                     |      | Jan de Bont                     | 1 134 913 |
| 37.  | Western                                                         |      | Manuel Poirier                  | 1 110 257 |
| 38.  | Volcano                                                         |      | Mick Jackson                    | 1 021 343 |
| 39.  | Les Ailes de l'enfer                                            |      | Simon West                      | 1 010 131 |

Par pays d'origine des films (Pays producteur principal)
- États-Unis : 24 films
- France : 11 films
- Royaume-Uni : 4 films
- Total : 39 films

## Box-office par semaine
| #  | Semaine                           | Film no 1                                                       | Pays              | Entrées           |
| -- | --------------------------------- | --------------------------------------------------------------- | ----------------- | ----------------- |
| 1  | 1er janvier au 7 janvier 1997     | Le Bossu de Notre-Dame                                          |                   | 570 424 entrées   |
| 2  | 8 janvier au 14 janvier 1997      | Le Club des ex                                                  | 177 209 entrées   |                   |
| 3  | 15 janvier au 21 janvier 1997     | Leçons de séduction                                             | 136 882 entrées   |                   |
| 4  | 22 janvier au 28 janvier 1997     | La Rançon                                                       | 682 241 entrées   |                   |
| 5  | 29 janvier au 4 février 1997      | Didier                                                          |                   | 617 354 entrées   |
| 6  | 5 février au 11 février 1997      | Space Jam                                                       |                   | 435 703 entrées   |
| 7  | 12 février au 18 février 1997     | Tout le monde dit I love you                                    | 462 471 entrées   |                   |
| 8  | 19 février au 25 février 1997     | Tout le monde dit I love you                                    | 373 318 entrées   |                   |
| 9  | 26 février au 4 mars 1997         | Mars Attacks!                                                   | 719 593 entrées   |                   |
| 10 | 5 mars au 11 mars 1997            | Mars Attacks!                                                   | 483 875 entrées   |                   |
| 11 | 12 mars au 18 mars 1997           | Star Wars, épisode IV : Un nouvel espoir édition spéciale       | 513 896 entrées   |                   |
| 12 | 19 mars au 25 mars 1997           | Star Wars, épisode IV : Un nouvel espoir édition spéciale       | 404 718 entrées   |                   |
| 13 | 26 mars au 1er avril 1997         | Les 101 Dalmatiens                                              | 830 026 entrées   |                   |
| 14 | 2 avril au 8 avril 1997           | Les 101 Dalmatiens                                              | 619 291 entrées   |                   |
| 15 | 9 avril au 15 avril 1997          | Star Wars, épisode V : L'Empire contre-attaque édition spéciale | 493 395 entrées   |                   |
| 16 | 16 avril au 22 avril 1997         | Les 101 Dalmatiens                                              | 746 877 entrées   |                   |
| 17 | 23 avril au 29 avril 1997         | Star Wars, épisode VI : Le Retour du Jedi édition spéciale      | 387 954 entrées   |                   |
| 18 | 30 avril au 6 mai 1997            | La Vérité si je mens !                                          |                   | 542 034 entrées   |
| 19 | 7 mai au 13 mai 1997              | Le Cinquième Élément                                            | 1 813 448 entrées |                   |
| 20 | 14 mai au 20 mai 1997             | Le Cinquième Élément                                            | 1 334 432 entrées |                   |
| 21 | 21 mai au 27 mai 1997             | Le Cinquième Élément                                            | 740 288 entrées   |                   |
| 22 | 28 mai au 3 juin 1997             | Le Cinquième Élément                                            | 577 537 entrées   |                   |
| 23 | 4 juin au 10 juin 1997            | Le Cinquième Élément                                            | 464 661 entrées   |                   |
| 24 | 11 juin au 17 juin 1997           | Le Cinquième Élément                                            | 357 542 entrées   |                   |
| 25 | 18 juin au 24 juin 1997           | Le Saint                                                        |                   | 278 546 entrées   |
| 26 | 25 juin au 1er juillet 1997       | Menteur, menteur                                                | 845 332 entrées   |                   |
| 27 | 2 juillet au 8 juillet 1997       | Le Flic de San Francisco                                        | 297 659 entrées   |                   |
| 28 | 9 juillet au 15 juillet 1997      | Batman et Robin                                                 |                   | 567 917 entrées   |
| 29 | 16 juillet au 22 juillet 1997     | Scream                                                          |                   | 335 687 entrées   |
| 30 | 23 juillet au 29 juillet 1997     | Speed 2 : Cap sur le danger                                     | 503 700 entrées   |                   |
| 31 | 30 juillet au 5 août 1997         | Meurtre à la Maison-Blanche                                     | 146 447 entrées   |                   |
| 32 | 6 août au 12 août 1997            | Men in Black                                                    | 1 629 217 entrées |                   |
| 33 | 13 août au 19 août 1997           | Men in Black                                                    | 930 864 entrées   |                   |
| 34 | 20 août au 26 août 1997           | Men in Black                                                    | 760 687 entrées   |                   |
| 35 | 27 août au 2 septembre 1997       | Men in Black                                                    | 708 341 entrées   |                   |
| 36 | 3 septembre au 9 septembre 1997   | Men in Black                                                    | 444 347 entrées   |                   |
| 37 | 10 septembre au 16 septembre 1997 | Volte-face                                                      | 470 941 entrées   |                   |
| 38 | 17 septembre au 23 septembre 1997 | Volte-face                                                      | 320 034 entrées   |                   |
| 39 | 24 septembre au 30 septembre 1997 | Volte-face                                                      | 253 725 entrées   |                   |
| 40 | 1er octobre au 7 octobre 1997     | Le Mariage de mon meilleur ami                                  | 558 871 entrées   |                   |
| 41 | 8 octobre au 14 octobre 1997      | Le Mariage de mon meilleur ami                                  | 504 682 entrées   |                   |
| 42 | 15 octobre au 21 octobre 1997     | Le Pari                                                         |                   | 986 363 entrées   |
| 43 | 22 octobre au 28 octobre 1997     | Le Monde perdu : Jurassic Park                                  |                   | 1 992 899 entrées |
| 44 | 29 octobre au 4 novembre 1997     | Bean                                                            |                   | 1 342 183 entrées |
| 45 | 5 novembre au 11 novembre 1997    | The Game                                                        |                   | 552 994 entrées   |
| 46 | 12 novembre au 18 novembre 1997   | Alien, la résurrection                                          | 1 125 755 entrées |                   |
| 47 | 19 novembre au 25 novembre 1997   | Alien, la résurrection                                          | 618 127 entrées   |                   |
| 48 | 26 novembre au 2 décembre 1997    | Sept Ans au Tibet                                               |                   | 672 461 entrées   |
| 49 | 3 décembre au 9 décembre 1997     | Le Bossu                                                        |                   | 473 011 entrées   |
| 50 | 10 décembre au 16 décembre 1997   | Hercule                                                         |                   | 600 334 entrées   |
| 51 | 17 décembre au 23 décembre 1997   | Demain ne meurt jamais                                          |                   | 1 202 360 entrées |
| 52 | 24 décembre au 30 décembre 1997   | Demain ne meurt jamais                                          | 1 056 890 entrées |                   |
| 53 | 31 décembre au 6 janvier 1998     | Demain ne meurt jamais                                          | 619 570 entrées   |                   |